# (1093) Freda
(1093) Freda ist ein Asteroid des Hauptgürtels, der am 15. Juni 1925 vom russischen Astronomen Beniamin Pawlowitsch Schechowski in Algier entdeckt wurde. 
Der Name ist abgeleitet von Fred Prévost, einem Bergbauingenieur und Förderer der naturwissenschaftlichen Fakultät in Bordeaux.